# Quito (kanton)
Quito – kanton w prowincji Pichincha, w Ekwadorze. Stolicą kantonu jest Quito.